# Nemotelus uliginosus
Nemotelus uliginosus är en tvåvingeart som först beskrevs av Carl von Linné 1767.  Nemotelus uliginosus ingår i släktet Nemotelus och familjen vapenflugor. Enligt den finländska rödlistan är arten nära hotad i Finland. Arten är reproducerande i Sverige. Artens livsmiljö är strandängar vid Östersjön. Inga underarter finns listade i Catalogue of Life.